# Buttenmost
Buttenmost ist rohes Hagebuttenmus, das in der Schweiz traditionell in den Kantonen Solothurn, Basel-Stadt und Baselland hergestellt und vertrieben wird. Der Buttenmost ist korallenfarbig und dickflüssig. Er dient als Vorprodukt für Hagebuttenmark sowie als Zutat für Desserts, Wildgerichte und Gebäck. Als traditionelles Produkt wurde der Buttenmost in das Inventar des Kulinarischen Erbes der Schweiz aufgenommen.

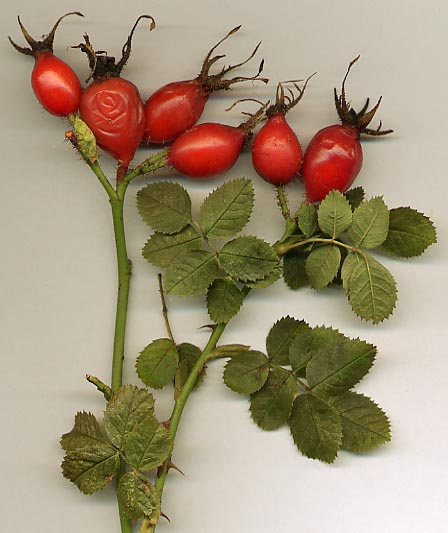
Hagebutten der Hundsrose

Hauptsächlich wird der Buttenmost seit Mitte des 19. Jahrhunderts in dem Ort Hochwald produziert. Dazu werden in der Regel die Früchte der Hundsrose verwendet.
Bis Mitte des 20. Jahrhunderts stammten die Hagebutten aus der unmittelbaren Umgebung oder aus dem Elsaß. Später wurden Hagebutten aus dem damaligen Jugoslawien importiert. Seit den 1990er Jahren stammen die Früchte aus Frankreich, Ungarn, Rumänien und Tschechien.
Die Saison dauert von September bis November. Pro Jahr werden zwischen fünf und sechs Tonnen Buttenmost produziert.
Von ehemals 30 bis 40 Bauernfamilien, sind heute noch nur zwei Bauernhöfe erhalten, die Buttenmost produzieren, wobei die produzierte Menge in etwa dieselbe geblieben ist.
Ursprünglich wurden die Hagebutten von Hand mit Holzhämmern zerstossen und anschliessend passiert. Heute werden die Früchte in gefrorenem Zustand zunächst gewolft und anschliessend passiert, so dass Schalen und Kerne von dem Fruchtmus getrennt werden und das Mus eine feine, dickflüssige Konsistenz aufweist. Je nach Feuchtigkeitsgehalt der Hagebutten wird der Buttenmost mit Wasser verdünnt, um eine gleichbleibende Konsistenz für die Weiterverarbeitung zu gewährleisten. Dabei ergeben 10 kg Hagebutten ca. 7 bis 9 kg Buttenmost.